# Lluís Martí Bielsa
Lluís Martí Bielsa (Gallur, Aragó, 26 de desembre de 1921 - Santa Creu de Moia, Conca, 6 d'octubre de 2019) fou un activista polític català d'origen aragonès.

## Biografia
Durant la Guerra Civil Espanyola actuà com a responsable polític de les Joventuts Socialistes Unificades al 32è grup de la Guàrdia d'Assalt. En acabar la guerra es va exiliar a França, on fou internat al camp de concentració d'Argelers i després al de Rosselló.
Quan el Tercer Reich va envair França, participà en la Resistència francesa. Fou fet presoner pels alemanys i enviat al camp de concentració de Dachau, d'on, però, va aconseguir evadir-se tot just pujar al tren. Com a oficial de les Forces Franceses de l'Interior va participar en l'alliberament de París el 1944.
En acabar la Segona Guerra Mundial, com a militant del PCE, tornà a Catalunya clandestinament travessant a peu els Pirineus i comença a treballar en una impremta mòbil, que havia portat carregada des de Bretanya.
El 1946 fou detingut, torturat i empresonat a la presó Model i a les d'Ocaña i Burgos, fins que fou alliberat (llibertat condicional) i desterrat a Montblanc d'on era el seu fiador "l'oncle Escorsa" en el 1952.
Va ser el secretari de l'Associació Catalana d'Expresos Polítics del franquisme i president de l'Amical de les Brigades Internacionals de Catalunya. El 2006 va rebre la Creu de Sant Jordi per la seva continuada lluita contra el feixisme.
És autor del llibre Un d'entre tants. Memòries d'un home amb sort (Fundació Nous Horitzonts, 2012), on repassa la seva trajectòria vital des del seu naixement, el 1921, fins al 1952.